# چنبروار

یک چنبروار با استفاده از مربع

در ریاضیات، چنبروار (به انگلیسی: Toroid) یک رویهٔ دورانی با یک سوراخ در آن میان است، مانند یک دونات، یک جسم جامد را فرم می‌دهد. یک چمبروار یک سول‌وار بی‌پایان در دیسهٔ یک حلقه است. آسهٔ دورانی از توی آن سوراخ می‌گذرد و بنابراین رویه را قطع نمی‌کند. برای نمونه، وقتی یک مستطیل دور یک آسهٔ موازی به یکی از لبه‌هایش چرخانده می‌شود، سپس یک حلقهٔ مقطع مستطیل توخالی فرامی‌آورد. اگر آن پیکر گردیده یک دایره باشد، سپس آن شی یک چنبر خوانده می‌شود.